# Bartosz Głowacki (akordeonista)
Bartosz Głowacki (ur. 1992) – polski akordeonista.

## Biografia
Bartosz Głowacki urodził się w 1992 i pochodzi z Zagórza. Kształcił się w pobliskim Sanoku, gdzie ukończył naukę w Państwowej Szkole Muzycznej I i II st. im. Wandy Kossakowskiej oraz w 2011 w I Liceum Ogólnokształcącym im. Komisji Edukacji Narodowej w Sanoku. W sanockiej PSM był uczniem Grzegorza Bednarczyka i prof. Andrzeja Smolika.
W 2009 został zwycięzcą konkursu Telewizji Polskiej „Młody Muzyk Roku” i reprezentował Polskę w Konkursie Eurowizji dla Młodych Muzyków w Wiedniu w 2010. W 2011 zdał do Królewskiej Akademii Muzycznej w Londynie, gdzie 2016 ukończył z wyróżnieniem studia w klasie Owena Murraya. W 2018 wziął udział w Bromsgrove Festival, zdobywając Sir John Manduell Prize.
Akordeonista występował m.in. z orkiestrami: The Royal Opera House, London Symphony Orchestra, London Sinfonietta. Wraz z innymi muzykami tworzy zespół Deco Ensemble.
Prof. Jerzy Mądrawski dedykował Bartoszowi Głowackiemu Trzy utwory na akordeon w 2020.

## Nagrody konkursowe
- Grand Prix na Międzynarodowych Spotkań Akordeonowych w Sanoku (2000)[1]
- I miejsce na Międzynarodowym Konkursie Akordeonowym w Wilnie[1]
- III miejsce na Międzynarodowym Konkursie Akordeonowym w Klingenthal[1]
- II nagroda na Międzynarodowym Festiwalu Muzyki Akordeonowej w Przemyślu[1]
- I nagroda na Mławskim Festiwalu Muzyki Akordeonowej[1]
- Nagroda Miasta Sanoka w dziedzinie upowszechniania kultury i sztuki za rok 2008[4]
- II nagroda na Międzynarodowym Festiwalu Muzyki Akordeonowej w Przemyślu (2009)[1]
- II nagroda na Gorlickich Konfrontacjach Akordeonowych Gorlice 2009[1]
- Sir John Manduell Prize, Bromsgrove Festival (2018)[10]

## Dyskografia
- Encuentro – Deco Ensemble (2015)[11]
- Líquido – Deco Ensemble (2019)[11]
- Genesis (2019)[11]
- Labyrinth (2019)[12]
- Music Inspirations by Jerzy Mądrawski (2023)[13]
- Energico (2023)[14]
- Brett Dean: In spe contra spem, Viola & Cello Concertos and Orchestral Works (2024)[15]